# Adenandra fragrans
Adenandra fragrans är en vinruteväxtart som först beskrevs av John Sims, och fick sitt nu gällande namn av Roem. & Schultes. Adenandra fragrans ingår i släktet Adenandra och familjen vinruteväxter. Inga underarter finns listade i Catalogue of Life.